# Asfixia perinatal
Asfixia significa etimológicamente falta de respiración o falta de aire. Clínicamente es un síndrome caracterizado por la suspensión o grave disminución del intercambio gaseoso a nivel de la placenta o de los pulmones, que resulta en hipoxemia, hipercapnia e hipoxia tisular con acidosis metabólica. La asfixia va a menudo acompañada de isquemia, la cual agrava a su vez la hipoxia tisular, y de acumulación de productos del catabolismo celular. Hablamos de asfixia perinatal porque ésta puede ocurrir antes del nacimiento, durante el embarazo, el trabajo de parto y el parto, como también después del nacimiento. El término de asfixia perinatal se reservará para aquellos pacientes que cumplan los siguientes criterios:
- Acidosis metabólica profunda: pH  arterial < 7.0.
- Test de Apgar menor de cuatro por más de cinco minutos.
- Evidencia de compromiso neurológico.
- Compromiso de otros órganos.[2]

## Incidencia
La incidencia de la asfixia varía según los diferentes centros y la definición diagnóstica que se le da. Se puede estimar en alrededor de 0,2 a 0,4% de los recién nacidos. Se tapona tu tráquea y hace que no puedas respirar

## Fisiopatología
El aporte insuficiente de oxígeno se puede dar por hipoxemia (insuficiente concentración de oxígeno) o por isquemia (aporte inadecuado de flujo sanguíneo).
La asfixia es una situación en la que existe la disminución abrupta e intensa de la hematosis, que provoca hipoxemia, hipercapnea y acidosis metabólica. Se desencadenan mecanismos reflejos mediados por la catecolamina, que produce redistribución del flujo sanguíneo , por medio del cual se-mantiene irrigación de los órganos diana (cerebro, corazón y glándulas suprarrenales) mientras que disminuye el flujo sanguíneo hacia el resto de los tejidos del organismo, por vasoconstriccion arterial.si la hipoxemia persiste produce bradicardia, lo que disminuye aún más la irrigación histica que provoca isquemia y disminución de la presión arterial sistemica debido al crecimiento de la acidosis.

## Factores de riesgo
Se consideran factores de riesgo para asfixia perinatal:
- El parto pretérmino
- Restricción del crecimiento intrauterino
- Postmadurez
- Presencia de meconio en el líquido amniótico
- Monitorías anormales
- Período expulsivo prolongado (primíparas más de dos horas, multíparas más de una hora)
- Sangrado materno fetal
- Accidentes de cordón umbilical
- Hidropesía fetal
- Malformaciones mayores
- Apgar bajo o requerimiento de maniobra de reanimación como presión positiva o masaje cardíaco.

La presencia de dichos factores no confirma el diagnóstico, pero sí alerta al equipo obstétrico-pediátrico a una monitorización estricta y a la toma de gases de cordón o en su defecto del recién nacido, en la primera media hora de vida para descartar o confirmar la presencia de acidosis metabólica asociada.

## Etiología
La gran mayoría de las causas de hipoxia perinatal son de origen intrauterino. Aproximadamente el 5% ocurre antes del inicio del trabajo de parto, 85% durante el parto y expulsivo y el 10% restante durante el período neonatal. (Volpe). La asfixia intrauterina se expresa clínicamente al nacer como una depresión cardiorrespiratoria, que si no es tratada oportunamente agravará esta patología. Otras causas que pueden presentarse como una depresión cardiorrespiratoria, son: las malformaciones congénitas, la prematurez, las enfermedades neuromusculares y las drogas depresoras del SNC administradas a la madre durante el parto.
Las causas obstétricas que más frecuentemente se asocian a la asfixia perinatal son las siguientes:
- Factores preparto:
  - Hipertensión con toxemia gravídica
  - Anemia o iso-inmunización
  - Hemorragia aguda
  - Infección materna
  - Diabetes
  - Rotura Prematura de membranas
  - Gestación post-término

- Factores intraparto
  - Distocia de presentación
  - Actividad fetal disminuida
  - Frecuencia cardíaca fetal anormal
  - Meconio en líquido amniótico
  - Hipertonía uterina
  - Prolapso de cordón
  - Circulares irreductibles[2][1]

## Cuadro clínico y diagnóstico
La asfixia fetal produce compromiso multisistémico, por lo tanto, la sintomatología depende del grado en que ha sido afectado cada órgano. En algunos casos solo hay manifestaciones en un solo órgano. Los más afectado son el riñón, el SNC, el cardiovascular y el pulmón.
- Sistema Nervioso Central.

El cerebro es el órgano más vulnerable por su pobre capacidad de regeneración y las eventuales secuelas que pueden quedar. Las manifestaciones clínicas más características se han englobado bajo el término de Encefalopatía hipóxica isquémica. La determinación del grado de encefalopatía permite una orientación terapéutica y pronóstica de la asfixia. En el RN prematuro estas manifestaciones no son tan claras por lo tanto esta clasificación no es aplicable, en este grupo de RN se compromete globalmente el tono muscular y las funciones de tronco cerebral. Las encefalopatías grado I, son de buen pronóstico, el grado II está asociado con un 20 - 30% de secuelas neurológicas a largo plazo y el compromiso más grave, grado III, tiene un 50% de mortalidad en el período neonatal y de los que sobreviven, sobre el 95% de ellos quedan con secuelas graves.
- Sistema cardiovascular

A nivel cardíaco la asfixia causa isquemia miocárdica transitoria. Se presentan signos de insuficiencia cardíaca con polipnea, cianosis, taquicardia, ritmo de galope y hepatomegalia en diverso grado. Es más frecuente que la insuficiencia sea del ventrículo derecho, en que puede haber compromiso del músculo papilar con regurgitación tricuspídea que se manifiesta en un soplo auscultable en el borde izquierdo del esternón. Hay aumento, de 5 a 10 veces, de la isoenzima cardíaca de la creatininfosfoquinasa. El diagnóstico precoz y tratamiento de esta complicación determina la sobrevida inmediata del recién nacido asfixiado. 
- Sistema Respiratorio.

El cuadro más frecuente es el Síndrome de aspiración de meconio asociado con frecuencia a diverso grado de Hipertensión Pulmonar Persistente
- Riñón y vías urinarias.

La disminución de la perfusión renal, secundaria a la redistribución del débito cardíaco y la hipoxemia explican el compromiso renal que se observaen un gran porcentaje de los RN asfixiados. Las lesiones que se observanson de necrosis tubular y depósito de mioglobina, derivado de la destrucción tisular. Puede presentarse un síndrome de secreción inapropiadade hormona antidiurética. Clínicamente se detecta oliguria, retención nitrogenada e hipertensión. La atonía de las vías urinarias puede llevar a una parálisis vesical. La asfixia es probablemente la causa más frecuente de Insuficiencia renal aguda en el período neonatal.
- Sistema Digestivo.

Disminución del tránsito intestinal, úlceras de estrés y necrosis intestinal han sido descritos en Recién Nacido asfixiados, sin embargo esta relación no es constante. La isquemia intestinal es uno de los factores predisponentes a la enterocolitis necrosante.
- Sistema hematológico e Hígado.

Leucopenia, leucocitosis con desviación a izquierda y trombocitopenia pueden observarse como consecuencia de hipoxia y estrés medular. En las asfixias graves el daño del endotelio capilar produce consumo de productosde coagulación lo que es agravado por la menor producción hepática; esto lleva a coagulación intravascular diseminada. Es frecuente la elevación de transaminasas (SGOT, SGPT), gamma glutamil transpeptidasa y amonia sanguínea. La protrombina puede estar disminuida.
- Compromiso Metabólico.

La aparición de acidosis metabólica es la manifestación más típica de hipoxia y/o isquemia tisular, en el momento de nacer se puede diagnosticarla acidosis mediante la medición de pH en una muestra de arteria umbilical.

## Prevención y tratamiento
La prevención incluye todas las medidas de un buen cuidado prenatal y de atención del parto. Los antecedentes perinatales permiten identificar a la mayor parte de los niños que nacerán con asfixia y depresión cardiorrespiratoria, de manera de estar preparado para una buena reanimación y a un eventual traslado del niño a una Unidad de Cuidados Intensivos.
- Tratamiento:

- General:
  - Mantener la función cardiorrespiratoria en rangos normales mediante oxígeno y/o ventilación mecánica.
  - Mantener la presión arterial mediante drogas vaso activas para favorecer la perfusión cerebral.
  - Corregir la acidosis metabólica e hipoglucemia.
  - Corregir la hipovolemia y/o anemia.
  - Uso de anticonvulsivantes.

- Específico (son terapias experimentales)
  - Hipotermia general y selectiva del cráneo
  - Removedores de radicales libres (Allopurinol)
  - Bloqueadores del calcio.
  - Antagonistas de aminoácidos excitatorios (glutamina)[2][1]